# Tomokazu Sugita
Tomokazu Sugita (杉田 智和, Sugita Tomokazu), né le 11 octobre 1980, est un seiyū japonais. Il est notamment connu pour avoir doublé le personnage de Gintoki Sakata dans Gintama, Charlotte Dent-de-chien dans One Piece, Karasuma dans Assassination Classroom, Escanor dans Seven Deadly Sins, Kensei Muguruma dans Bleach ainsi que Joseph Joestar dans JoJo's Bizarre Adventure. Il est également l'un des trois présentateurs radio du show Bururaji (BlueRadio) qui met en avant le jeu vidéo BlazBlue, produit par Nico Nico Douga.
Au 33e  (2010) publié par la revue japonaise Animage, le personnage de Gintoki, doublé dans la série animée par Tomokazu Sugita, remporte la première place au classement du personnage masculin préféré du public. Lors du 3e festival annuel des seiyū Awards, il remporte la récompense pour le "Meilleur acteur de soutien".
En 2010, il participe au film Wonderful World (en) en compagnie d'autres seiyū comme Mamoru Miyano, Tomokazu Seki, Rikiya Koyama, Yuka Hirata, Showtaro Morikubo et Daisuke Namikawa.
En septembre 2019, Hideo Kojima annonce au Tokyo Game Show 2019 qu'il interprétera un personnage inédit dans Death Stranding.

## Filmographie
- Afterlost (en) : Takuya
- Aho Girl : Akuru Akutsu
- Aquarion : Sirius De Alisia
- Arakawa : Under The Bridge : Hoshi
- Baccano : Graham Specter
- Beelzebub : Hajime Kanzaki
- BlazBlue: Alter Memory : Ragna The Bloodedge
- Bleach : Noba et Muguruma Kensei
- Bokurano : Daiichi Yamura
- Brave 10 : Nezu Jinpachi
- Chobits : Hideki Motosuwa
- Assassination classroom : Karasuma Sensei
- Corpse Party: Tortured Souls : Kizami
- Cuticle Tantei Inaba : Yatarô
- Danshi kōkōsei no nichijō : Tabata Hidenori
- Drifters : Comte Saint Germi (Germain)
- Eve no jikan : Setorô
- Full Metal Panic! : Lian Shaopin
- Ghost Talker's Daydream : Sôichirô Kadotake
- Gintama : Gintoki Sakata
- Goblin Slayer : Tokage Sōryo (Prêtre Lézard)
- Mobile Suit Gundam Seed Destiny : Youlant Kent
- Hakushaku To Yousei : Raven
- Hey Class President : Chiga
- Heart no Kuni no Alice : Nightmare
- Hiiro no Kakera : Onizaki Takuma
- Honey and Clover : Takumi Mayama
- Hori-san to Miyamura-kun : Yasuda-sensei
- Inazuma Eleven : Edgar Partinus; Anorel
- Inu x Boku SS : Kagerô Shôkiin
- Inu-Yasha : Renkotsu
- JoJo's Bizarre Adventure : Joseph Joestar
- K Project : Reisi Munakata
- Kamen Rider Kiva: Kivat-bat le 3e
- Kanon 2006 : Yuuichi Aizawa
- Karin : Alfred
- Kōtetsu no Vandetta : Hayato Nozawa
- La mélancolie de Haruhi Suzumiya : Kyon
- Lucky☆Star : Clerk Sugita (eps 12, 16); Kyon (ep 16)
- Macross Frontier : Leon Mishima
- Magi - the labyrinth of magic : Drakon
- Magical Girl Lyrical Nanoha StrikerS : Chrono Harlaown
- Maria Holic : Tôichirô Kanae
- Mushoku Tensei : Rudeus Greyrat (précédente vie)
- Nanatsu no Taizai : Escanor
- One Piece : Charlotte Dent-de-chien
- Oretachi ni Tsubasa wa Nai : DJ Condor
- Otaku Otaku : Kabakura Tarō
- Please Teacher! : Masaomi Yamada
- Please Twins! : Masaomi Yamada
- Panty and Stocking with Garterbelt : Oscar H. Genius; Inconnu (ep 05)
- Pokémon : les Origines : Takeshi/Pierre
- Ranma 1/2 : Tatewaki Kuno
- Saint Seiya Omega : Ikki
- Samurai Gun : Wagashira
- Sex Pistols : Madarame Yonekuni
- Shingeki no Kyojin : Marlo
- Shuffle! : Rin Tsuchimi
- Shuffle! Memories : Rin Tsuchimi
- Sisters of Wellber : Rodin Ciol
- Sket Dance : Usui Kazuyoshi
- Skullgirls : Big Band
- Starry☆Sky  : Kanata Nanami
- Suisei no gargantia : Chamber
- Tegami Bachi : Moss
- The Testament of Sister New Devil : Lars
- Togainu No Chi : Keisuke
- Umineko No Naku Koro Ni : Ronove
- Valkyrie Apocalypse : Jack l'Éventreur
- X/1999 : Subaru Sumeragi
- Yamato Nadeshiko Shichi Henge : Oda Takenaga
- Yumeiro Patissière : Ricardo Benigni et Hayashi

## Ludographie
- BlazBlue: Calamity Trigger : Ragna The Bloodedge
- BlazBlue: Central Fiction : Ragna The Bloodedge
- BlazBlue: Chrono Phantasma : Ragna The Bloodedge
- BlazBlue: Continuum Shift : Ragna The Bloodedge
- Danganronpa 2: Goodbye Despair : Gundham Tanaka
- Corpse Party: Blood Covered : Kizami Yuuya
- Corpse Party: Book Of Shadow : Kizami Yuuya
- Fate/Grand Order : Goetia
- Fire Emblem: Awakening : Chrom
- Fire Emblem Engage : Chrom
- Fire Emblem Fates : Chrom
- Fire Emblem Heroes : Chrom, Oliver
- Fire Emblem Warriors : Chrom
- JoJo's Bizarre Adventure: All Star Battle : Joseph Joestar
- Project X Zone 2 : Axel Stone
- J-Stars Victory VS: Sakata Gintoki, Joseph Joestar
- Kingdom Hearts: Back Cover : Master of Masters
- Metal Gear Solid: Peace Walker : Kazuhira Miller
- Metal Gear Solid V : The Phantom Pain : Kazuhira Miller
- Samurai Warriors 3 : Kiyomasa Katô
- Shadowverse : Rowen
- Super Robot Wars : Brooklyn "Bullet" Luckfield
- Super Smash Bros. Ultimate : Chrom
- Tales of Xilia : Alvin
- League of Legends : Yasuo
- Death Stranding : Personnage secret